# Кен Фоллетт
Кен Фо́ллетт (англ. Ken Follett; нар. 5 червня 1949, Кардіфф, Уельс) — британський письменник-романіст. Світову популярність здобув після публікації роману «Вушко голки» (англ. Eye of the Needle). Роман було перекладено 30 мовами, зокрема й українською, а його загальний наклад становить 12 мільйонів примірників.

## Біографія
Кен Фоллетт народився третім у подружжя Віні та Мартіна Фоллеттів. Коли Кенові було десять років, родина переїхала до Лондона. Батько Кена був податківцем, мати — домогосподаркою. Дуже релігійні батьки забороняли своїм дітям телебачення і радіо, завдяки чому Кен швидко опанував читання, а його улюбленим місцем дозвілля стала бібліотека. Після школи Кен Фоллетт вступив до Університетського коледжу в Лондоні, де вивчав філософію, оскільки під впливом батьків з підліткового віку дуже цікавився релігією, проте сьогодні Фоллетт вважає себе атеїстом. Фоллетт одружився після першого семестру в університеті.
Під час війни у В'єтнамі Фоллетт зацікавився політикою й у вересні 1970 року, зразу по закінченні університету відвідував тримісячні курси журналістики. Потім працював як репортер для газети «South Wales Echo» в Кардіффі, пізніше, після народження дочки, працював колумністом для «Evening News» у Лондоні.
Коли Фоллетт помітив, що працювати в жанрі журналістського розслідування його не задовольняє, він почав писати у вільний від роботи час оповідання й романи. Перші його твори пройшли непоміченими. Справжнім успіхом для Фоллетта стала публікація 1978 року його роману «Вушко голки», він одразу став популярним письменником. Успіх роману «Вушко голки» дозволив йому зосередитися виключно на письменницькій праці. Фоллетт зняв у оренду віллу у Франції і взявся за новий роман «Троє». Через три роки Фоллетт разом з родиною переїхав до Суррею, де зокрема допомагав з організацією фінансування для Лейбористської партії. Тут він познайомився з Барбарою Броер (англ. Barbara Broer), що працювала тоді секретаркою місцевого відділення лейбористів. Кен і Барбара закохалися. А 1985 року, після розлучення, Кен Фоллетт взяв з нею другий шлюб. Подружжя переїхало в старий пасторський будинок у Гартфордширі, де Фоллетт у вільний час грав на бас-гітарі в гурті «Damn Right I've Got the Blues».
У наступні роки Фоллетт написав ще чимало романів, паралельно займаючись соціальними проектами.
Нині Фоллетт проживає разом зі своєю другою дружиною в Челсі та Гартфордширі.

## Риси творчості та стиль роботи
Кен Фоллетт, з огляду на величезні наклади його романів, вважається одним з найуспішніших сучасних письменників у світі разом з такими авторами, як Стівен Кінг, Ден Браун, Джон Грішем та Майкл Крайтон. Завдяки простому й загально зрозумілому синтаксису його романи нескладно перекладати, а численні переклади його творів значно сприяли світовому успіху Фоллетта.
Фоллетт працює над своїми романами разом із групою з 20 співробітників, які входять до так званого «Офісу Фоллетта» (англ. Follett Office). Сам Фоллетт займається написанням тексту своїх творів у той час, як його співробітники займаються пошуком необхідної інформації, виконують адміністративні та організаційні завдання, виступають у ролі радників зокрема з різних питань історії. Зазвичай Фоллетт планує реалізацію кожного свого проекту за 24 місяці, з яких 8 місяців іде на планування та збір інформації, 8 місяців — на власне написання та ще 8 місяців — на виправлення, вичитування, корегування та переробку. Після чого готовий роман завжди вчасно здається видавцеві.
У своїх творах, оповідь яких ведеться з різних перспектив, Фоллетт пропонує своїм читачам моделі тлумачення сучасного світу. Мета його романної трилогії «Падіння гігантів», «Зима світу» та «Діти свободи» — охопити історичне ціле всього світу й запропонувати своєрідний глобальний роман. Для Фоллетта надзвичайно важливим є ретельність в плануванні своїх романів та точність наведеного історичного матеріалу, при цьому дія його творів допасовується до реальних історичних рамок. Одним з його письменницьких принципів є бажання охопити своїми романами якомога ширше коло читачів. Щоб зберігати напруженість романної оповіді Фоллетт протягом роману вводить декілька кульмінаційних пунктів. На думку Фоллетта, добрий роман повинен мати не менше 50 драматичних сцен.
Персонажі романів Фоллетта — переважно молоді люди, особливо йому подобаються сильні жіночі характери, які борються проти перепон свого історичного часу. Критики іноді закидають Фоллетту, що він зосереджує надмірну увагу на темі сексу та детальному зображанні сцен насильства. Типовим для стилю Фоллетта є бажання описувати складні взаємозв'язки, використовуючи при цьому просту, зрозумілу мову та уникаючи фахових термінів.

## Твори
Книги Фоллетта виходили також під псевдонімами: Саймон Майлс («Simon Майлс»), Бернард Л. Росс («Bernard L. Ross»), Захарі Стоун («Zachary Stone») та Мартін Мартінсен («Martin Martinsen»). В списку відзначено, відповідно, літерами SM, BLR, ZS і MM.
- «The Big Needle» (1974, SM)
- «The Big Black» (1974, SM)
- «The Big Hit» (1975, SM)
- «The Shakeout» (1975)
- «The Bear Raid» (1976)
- «Amok: King of Legend» (1976, BLR)
- «The Modigliani Scandal» (1976, ZS)
- «The Mystery Hideout» (1976, MM)
- «The Power Twins» (1976, MM)
- «Паперові гроші» / «Paper Money» (1977, ZS)
- «Capricorn One» (1978, BLR)
- «Вушко голки[en]» (1978) — премія Едгара Аллана По 1979 року за найкращий роман (укр.пер. Таїсії Івченко, 2017).
- Пограбування століття / «Heist of the Century» (1978)
- Троє / «Triple» (1979)
- «Ключ до «Ребекки»[en]» (1980)
- «Людина з Санкт-Петербурга[en]» (1982)
- «На орлиних крилах[en]» (1983)
- Лежачи з левами / «Lie Down with Lions» (1986), знято фільм Сутичка з левами
- Стовпи Землі[en], (1989)
- «Ніч над водою[en]» (1991)
- Небезпеки фортуни / «A Dangerous Fortune» (1993)
- «Місце під назвою «Свобода»[en]» (1995)
- «Третій близнюк[en]» (1996)
- «Молот Едему[en]» (1998)
- «Зворотній відлік[en]» (2000)
- «Галки» (2001)
- «Крутий віраж[en]» (2002)
- «Біла імла[en]» (2004)
- «Світ без кінця[en]» (2007)
- «Падіння гігантів» (2010)
- «Зима світу[en]» (2012)
- Край нескінченності / «Edge of Eternity» (2014)
- Вечір та ранок / «The Evening and the Morning[9]» (2020) (пріквел до «Стовпів Землі»)

## Українські переклади
- Кен Фоллетт. Вушко голки Пер. з англійської Таїсія Івченко. — Харків: «Клуб сімейного дозвілля», 2017. — 352 с.
- Кен Фоллетт. Ніколи. Пер. з англійської Борис Превір. — Київ: видавництво РМ, 2024. — 648 с.
- Кен Фоллетт. Стовпи землі. Кінгзбридж. Книга 1. Пер. з англійської Олег Колесніков. — Київ: видавництво РМ, 2024. — 1064 с.